# Комуна (Бјела)
Комуна је насеље у Италији у округу Бијела, региону Пијемонт.
Према процени из 2011. у насељу је живело 6 становника. Насеље се налази на надморској висини од 247 м.